# تحول ترمودینامیکی
تحول ترمودینامیکی هنگامی که از یک حالت ترمودینامیکی به حالت ترمودینامیکی دیگر حرکت کنیم. مسیر حرکت از نقطه اولیه به نقطه ای پایانی را تحول ترمودینامیکی می‌گویند.